# Bangladeschische Cricket-Nationalmannschaft in Sri Lanka in der Saison 2020/21
Die Tour der bangladeschischen Cricket-Nationalmannschaft in Sri Lanka in der Saison 2020/21 fand vom 21. April bis zum 2. Mai 2021 statt. Die internationale Cricket-Tour war Bestandteil der Internationalen Cricket-Saison 2020/21 und umfasste zwei Tests die Teil der ICC World Test Championship 2019–2021 waren. Sri Lanka gewann die Serie 1–0.

## Vorgeschichte
Sri Lanka spielte zuvor eine Tour in den West Indies, Bangladesch eine Tour in Neuseeland. Das letzte Aufeinandertreffen der beiden Mannschaften bei einer Tour fand in der Saison 2017/18 in Bangladesch statt.
Ursprünglich sollte die Tour im Juli/August 2020 stattfinden, wurde aber auf Grund der COVID-19-Pandemie zunächst auf Oktober und dann auf unbestimmte Zeit verschoben. Im Februar 2021 bestätigte dann der bangladeschische Verband die neuen termine im April/Mai 2021.

## Stadion
Das folgende Stadion wurde für die Tour ausgewählt.
| Stadion                                            | Stadt | Kapazität | Spiele       |
| -------------------------------------------------- | ----- | --------- | ------------ |
| Muttiah Muralitharan International Cricket Stadium | Kandy | 35.000    | 1. & 2. Test |

## Kaderlisten
Bangladesch benannte seinen Kader am 9. April 2021. Sri lanka benannte seinen Kader am 20. April 2021.
| Test | Test |
| Sri Lanka | Bangladesch |
| --- | --- |
| - Dimuth Karunaratne (K) - Dinesh Chandimal - Dhananjaya de Silva - Niroshan Dickwella (wk) - Asitha Fernando - Oshada Fernando - Vishwa Fernando - Wanindu Hasaranga - Praveen Jayawickrama - Chamika Karunaratne - Lahiru Kumara - Suranga Lakmal - Dilshan Madushanka - Angelo Mathews - Ramesh Mendis - Pathum Nissanka - Lakshan Sandakan - Dasun Shanaka - Roshen Silva - Lahiru Thirimanne | - Mominul Haque (K) - Taskin Ahmed - Yasir Ali - Litton Das (wk) - Mehidy Hasan Miraz - Saif Hassan - Ebadot Hossain - Tamim Iqbal - Shadman Islam - Shoriful Islam - Taijul Islam - Abu Jayed - Mohammad Mithun - Mushfiqur Rahim - Najmul Hossain Shanto |

## Tests

### Erster Test in Kandy
| 21. – 25. April Scorecard | Kandy | Bangladesch 541-7d (173) & 100-2 (33) | – | Sri Lanka 648-8d (179) |
|                           |       | Remis                                 |   |                        |

Bangladesch gewann den Münzwurf und entschied sich als Schlagmannschaft zu beginnen. Als Spieler des Spiels wurde Dimuth Karunaratne ausgezeichnet.

### Zweiter Test in Abu Dhabi
| 29. April – 3. Mai Scorecard | Kandy | Sri Lanka 493-7d (159.2) & 194-9d (42.2) | – | Bangladesch 251 (83) & 227 (71) |
|                              |       | Sri Lanka gewinnt mit 209 Runs           |   |                                 |

Sri Lanka gewann den Münzwurf und entschied sich als Schlagmannschaft zu beginnen. Als Spieler des Spiels wurde Praveen Jayawickrama ausgezeichnet.

## Statistiken
Die folgenden Cricketstatistiken wurden bei dieser Tour erzielt.
| Tests                | Tests       | Tests   | Tests   | Tests   | Tests   | Tests   | Tests   | Tests   |
| Batting              | Batting     | Batting | Batting | Batting | Batting | Batting | Batting | Batting |
| Spieler              | Mannschaft  | Spiele  | Innings | Runs    | Average | HS      | 100s    | 50s     |
| -------------------- | ----------- | ------- | ------- | ------- | ------- | ------- | ------- | ------- |
| Dimuth Karunaratne   | Sri Lanka   | 2       | 3       | 428     | 142,66  | 244     | 2       | 1       |
| Tamim Iqbal          | Bangladesch | 2       | 4       | 280     | 93,33   | 92      | 0       | 3       |
| Mominul Haque        | Bangladesch | 2       | 4       | 231     | 77,00   | 127     | 1       | 0       |
| Dhananjaya de Silva  | Sri Lanka   | 2       | 3       | 209     | 69,66   | 166     | 1       | 0       |
| Lahiru Thirimanne    | Sri Lanka   | 2       | 3       | 200     | 66,66   | 140     | 1       | 1       |
| Bowling              |             |         |         |         |         |         |         |         |
| Spieler              | Mannschaft  | Spiele  | Overs   | Wickets | Average | BBI     | 5W      | 10W     |
| Praveen Jayawickrama | Sri Lanka   | 1       | 64.0    | 11      | 16,18   | 6/92    | 2       | 1       |
| Taskin Ahmed         | Bangladesch | 2       | 68.2    | 8       | 33,12   | 4/127   | 0       | 0       |
| Taijul Islam         | Bangladesch | 2       | 102.2   | 8       | 39,75   | 5/72    | 1       | 0       |
| Ramesh Mendis        | Sri Lanka   | 1       | 59.0    | 6       | 31,50   | 4/103   | 0       | 0       |
| Suranga Lakmal       | Sri Lanka   | 2       | 58.0    | 5       | 29,20   | 2/21    | 0       | 0       |

## Auszeichnungen

### Player of the Series
Als Player of the Series wurden der folgende Spieler ausgezeichnet.
| Serie | Player of the Series |
| ----- | -------------------- |
| Test  | Dimuth Karunaratne   |

### Player of the Match
Als Player of the Match wurden die folgenden Spieler ausgezeichnet.
| Spiel   | Player of the Match  |
| ------- | -------------------- |
| 1. Test | Dimuth Karunaratne   |
| 2. Test | Praveen Jayawickrama |